# Melvin Vaniman

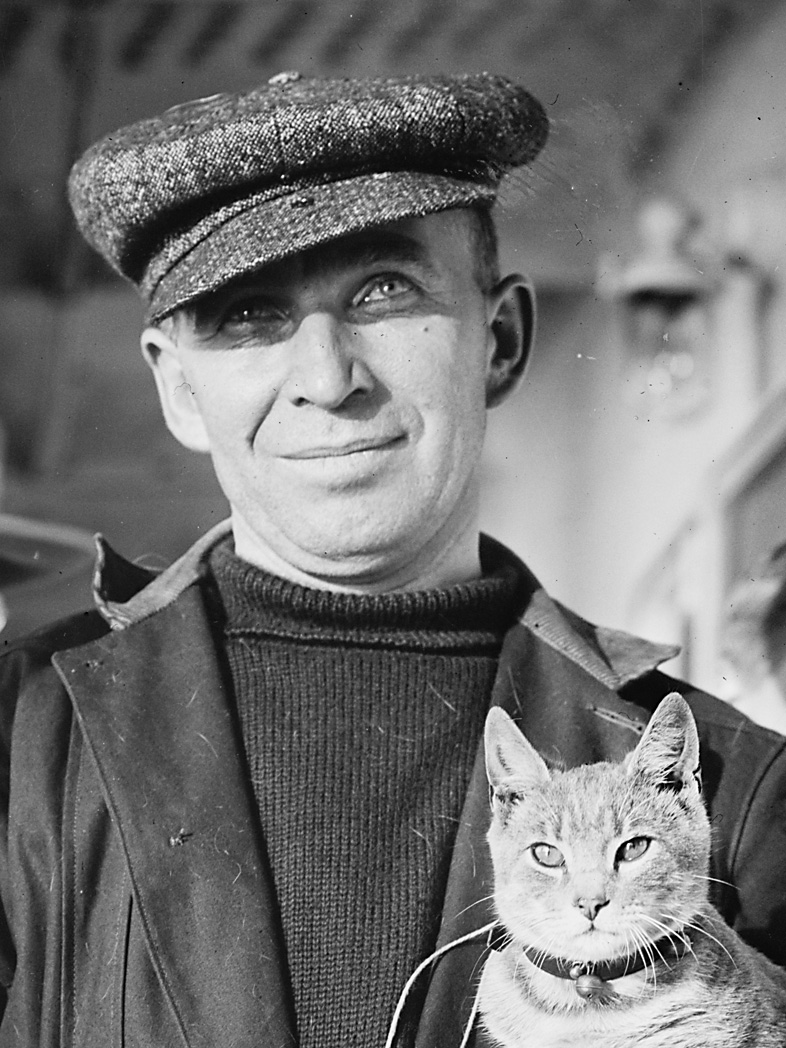
Melvin Vaniman und Kiddo (1910)

Chester Melvin Vaniman (* 30. Oktober 1866 in Virden, Illinois; † 2. Juli 1912) war ein US-amerikanischer Fotograf, Aeronaut und Pionier der Luftfahrt.
Vaniman war bekannt für seine Panoramaaufnahmen. Er kam beim Absturz der von ihm gesteuerten  Akron vor New Jersey um. Ein Teil seiner Bilder wurden von der State Library of New South Wales gesammelt.

## Aeronautik

### America
Zusammen mit Walter Wellman und Felix Reisenberg startete Melvin Vaniman 1907 den ersten Arktisflug mit dem Luftschiff America. Nach 20 Meilen wurde die America von einer Bö niedergedrückt und stürzte ab. Die America wurde in Frankreich repariert und 1909 wurde ein zweiter Start unternommen. Dieser wurde nach 40 Meilen ebenfalls durch eine Bruchlandung beendet.
Mit Walter Wellman baute Vaniman die beim zweiten Arktisflug fast völlig zerstörte America wieder auf. Er konstruierte das komplette Gerüst der Luftschiffhülle neu. Zusätzlich kam neben einer Morsestation ein Sprechfunkgerät und ein Rettungsboot mit an Bord. Am 15. Oktober 1910 startete das Luftschiff zu seiner Atlantiküberquerung. Nach dem Komplettausfall eines Motors und Überhitzung eines weiteren musste der Flug nach 70 Stunden abgebrochen werden. Die Besatzung bestieg das Rettungsboot und wurde vom Dampfschiff Trent an Bord genommen und nach New York gebracht.
Eine Besonderheit der Fahrt war die Katze Kiddo. Sie war über das Flugerlebnis nicht sonderlich erbaut und randalierte an Bord. Vaniman als Chefingineur an Bord wies den Funker an die Bodenstation deswegen zu rufen. Der Funkspruch “Roy, come and get this goddamn cat” (deutsch: „Roy, komm und hol die verdammte Katze“) wurde der erste Funkspruch von einem Luftfahrzeug zu einer Bodenstation.

### Akron
Zwischen 1910 und 1912 bereitete Vaniman sein eigenes Luftschiff, die ebenfalls bei Goodyear gebaute Akron für einen weiteren Versuch den Atlantik zu überqueren vor. Bei mehreren Testflügen stellten sich ähnliche Motorenprobleme wie bei der America ein. Des Weiteren wurde das Rettungsboot der America wiederverwendet.

### Absturz der Akron
Am 2. Juli 1912 startete Vaniman mit seinem Halbstarren Luftschiff Akron zu seiner geplanten Atlantiküberquerung. Kurz nach dem Start, noch in Sichtweite der Küste ging das Luftschiff in Flammen auf und stürzte ins Meer. Seine Frau und die Frauen der anderen Besatzungsmitglieder wurden Zeugen des Unfalls. Vaniman und seine vier Besatzungsmitglieder verstarben bei dem Unfall.
- Melvin Vaniman, am 15. Juli 1912 von einer Patrouille der  Brigantine Life Saving Station geborgen[7]
- Calvin Vaniman, am 2. Juli tot aus dem Wrack geborgen[8]
- Fred Elmer, am 15. Juli 1912 vier Meilen von der Unfallstelle entfernt aus dem Wasser geborgen[7]
- George Bourtillion, am 2. Juli tot aus dem Wrack geborgen[8]
- Walter C. Gest, geborgen, Bergungsumstände nicht bekannt[9]

Chester Melvin Vaniman wurde auf dem Pleasant Hill Cemetery in Virden, Illinois beigesetzt.